# Iván Osterman
El conde Iván Andréievich Osterman (en ruso Иван Андреевич Остерман; San Petersburgo, 4 de mayo de 1725 – Moscú, 19 de abril de 1811) fue un diplomático y político ruso. Fue canciller imperial de 1796 a 1797 y ministro de Asuntos Exteriores de 1781 a 1797.

## Biografía
Nació en el seno de una familia noble alemana originaria de Westfalia. Tras la revuelta palaciega del 6 de diciembre de 1741 que llevó a Isabel al trono, su padre, el conde y almirante general Andréi Ivánovich Osterman (1686-1747), cayó en desgracia y fue condenado a muerte. Su sentencia fue conmutada por el destierro de por vida en Siberia. Iván Osterman fue trasladado de la Guardia Imperial a un regimiento del ejército regular y posteriormente enviado al extranjero para continuar sus estudios.
En 1757 se incorporó al cuerpo político ruso y pronto se convirtió en confidente y amigo de los Orlov. Ocupó puestos diplomáticos en París y Estocolmo, donde ejerció una gran influencia sobre el joven rey Gustavo III de Suecia. En 1774 el conde fue nombrado senador y en 1781 ministro de Asuntos Exteriores, donde sólo ejerció un papel secundario. Sus colaboradores más cercanos fueron el príncipe Bezborodko, el príncipe Zúbov y el conde Rostopchín, siendo estos últimos los que ostentaban el verdadero poder.
En 1796, Catalina II le nombró canciller del Imperio, pero una vez más fue un títere en manos de los verdaderos responsables políticos. En 1797, Pablo I lo destituyó.
El conde Osterman pasó los últimos años de su vida en Moscú. Murió sin descendencia, y su título y su apellido pasaron a su sobrino, el célebre general Aleksandr Osterman-Tolstói.